# Losing Weight
Pour plus de détails, voir Fiche technique et Distribution.
Losing Weight est un film muet américain réalisé par Larry Semon, sorti en 1916.

## Fiche technique
- Titre : Losing Weight
- Réalisation : Larry Semon
- Scénario : C. Graham Baker, Larry Semon
- Société de production : Vitagraph Company of America
- Société de distribution : General Film Company
- Pays d'origine :  États-Unis
- Langue : film muet avec les intertitres en anglais
- Métrage : 300 m
- Format : Noir et blanc — 35 mm — 1,33:1 — Muet
- Genre : Comédie
- Durée : 10 minutes
- Dates de sortie :
  -  États-Unis : 30 juin 1916

## Distribution
- Hughie Mack : Hughey
- Jewell Hunt : Jewell
- John Flatow : Mr Smith
- Eddie Dunn (en)